# Jay Roach
Jay Roach (Albuquerque, Új-Mexikó, 1957. június 14. –) négyszeres Primetime Emmy-díjas amerikai filmrendező és producer.
Legjelentősebb alkotásai az Austin Powers sorozat, a Vejedre ütök és az Apádra ütök.

## Élete és pályafutása
1975-ben végzett az albuquerquei Eldorado Középiskolán, Új-Mexikóban.
Elsőfilmes rendezése az 1990-ben bemutatott Zoo Radio című filmvígjáték volt. 1997-ben készítette el az első Austin Powers-filmet Szőr Austin Powers: Őfelsége titkolt ügynöke címmel, ezt követte a KicsiKÉM – Austin Powers 2. (1999) és az Austin Powers – Aranyszerszám (2002).
Másik sikeres vígjátéksorozata 2000-ben kezdődött az Apádra ütök című filmvígjátékkal, mely Robert De Niro és Ben Stiller főszereplésével készült. 2004-ben mutatták be a második részét Vejedre ütök címmel (a 2010-es harmadik rész rendezését már Paul Weitz vette át, Roach produceri feladatkört vállalt benne). 2010-ben a Gyógyegér vacsorára, 2012-ben pedig a Képtelen kampány című rendezése került mozikba.
A 2010-es évektől Roach a filmvígjátékok világából áttért az életrajzi filmdrámákra, 2015-ös Trumbo és 2019-es Botrány című rendezéseivel.
A HBO televíziós csatorna megbízásából három, kritikailag sikeres, politikai témájú televíziós filmdrámát rendezett meg: Újraszámlálás (2008), Versenyben az elnökségért (2012), A végsőkig (2016). Mindhárom film Primetime Emmy-jelöléseket szerzett (az első kettő több kategóriában el is vitte azokat), a Versenyben az elnökségért pedig egy Golden Globe-díjat is elnyert.

## Magánélete
Felesége Susanna Hoffs, akivel két közös gyermekük van.

## Filmográfia

### Film
| Év   | Magyar cím                                   | Eredeti cím                                         | Feladatkör | Feladatkör        | Megjegyzések                                        |
| Év   | Magyar cím                                   | Eredeti cím                                         | Rendező    | Producer          | Megjegyzések                                        |
| ---- | -------------------------------------------- | --------------------------------------------------- | ---------- | ----------------- | --------------------------------------------------- |
| 1990 |                                              | Zoo Radio                                           | Igen       | Nem               | M. Jay Roach néven                                  |
| 1994 | Időzített bomba                              | Blown Away                                          | Nem        | Társproducer      | - forgatókönyvíró (alapsztori) - M. Jay Roach néven |
| 1996 |                                              | The Empty Mirror                                    | Nem        | Igen              |                                                     |
| 1997 | Szőr Austin Powers: Őfelsége titkolt ügynöke | Austin Powers: International Man of Mystery         | Igen       | Nem               |                                                     |
| 1999 | KicsiKÉM – Austin Powers 2.                  | Austin Powers: The Spy Who Shagged Me               | Igen       | Nem               |                                                     |
| 1999 | Majd, ha fagy!                               | Mystery, Alaska                                     | Igen       | Nem               |                                                     |
| 2000 | Apádra ütök                                  | Meet the Parents                                    | Igen       | Igen              |                                                     |
| 2002 | Austin Powers – Aranyszerszám                | Austin Powers in Goldmember                         | Igen       | Nem               |                                                     |
| 2004 | Az 50 első randi                             | 50 First Dates                                      | Nem        | Vezető            |                                                     |
| 2004 | Vejedre ütök                                 | Meet the Fockers                                    | Igen       | Igen              |                                                     |
| 2005 | Galaxis útikalauz stopposoknak               | The Hitchhiker's Guide to the Galaxy                | Nem        | Igen              |                                                     |
| 2006 | Borat                                        | Borat                                               | Nem        | Igen              |                                                     |
| 2007 | Charlie Bartlett                             | Charlie Bartlett                                    | Nem        | Igen              |                                                     |
| 2008 | Anyám!                                       | Smother                                             | Nem        | Igen              |                                                     |
| 2009 | Brüno                                        | Brüno                                               | Nem        | Igen              |                                                     |
| 2010 | Gyógyegér vacsorára                          | Dinner for Schmucks                                 | Igen       | Igen              |                                                     |
| 2010 | Utódomra ütök                                | Little Fockers                                      | Nem        | Igen              |                                                     |
| 2012 | Képtelen kampány                             | The Campaign                                        | Igen       | Igen              |                                                     |
| 2015 | Trumbo                                       | Trumbo                                              | Igen       | Nincs feltüntetve |                                                     |
| 2015 | Lánytesók                                    | Sisters                                             | Nem        | Igen              |                                                     |
| 2017 | Mélytorok: A Watergate-sztori                | Mark Felt: The Man Who Brought Down the White House | Nem        | Igen              |                                                     |
| 2019 | Botrány                                      | Bombshell                                           | Igen       | Igen              |                                                     |

### Televízió

#### Tévéfilm
| Év   | Magyar cím                | Eredeti cím    | Feladatkör | Feladatkör | Megjegyzések    |
| Év   | Magyar cím                | Eredeti cím    | Rendező    | Producer   | Megjegyzések    |
| ---- | ------------------------- | -------------- | ---------- | ---------- | --------------- |
| 1993 | Mentőkabin                | Lifepod        | Nem        | Igen       | forgatókönyvíró |
| 2008 | Újraszámlálás             | Recount        | Igen       | Vezető     |                 |
| 2012 | Versenyben az elnökségért | Game Change    | Igen       | Vezető     |                 |
| 2016 | A végsőkig                | All the Way    | Igen       | Vezető     |                 |
| 2020 |                           | Coastal Elites | Igen       | Vezető     |                 |

#### Sorozat
| Év   | Magyar cím                   | Eredeti cím             | Feladatkör | Feladatkör | Feladatkör | Megjegyzések              |
| Év   | Magyar cím                   | Eredeti cím             | Rendező    | Író        | Producer   | Megjegyzések              |
| ---- | ---------------------------- | ----------------------- | ---------- | ---------- | ---------- | ------------------------- |
| 1993 |                              | Space Rangers           | Nem        | Igen       | Igen       | 1 epizód                  |
| 1997 | Poltergeist – Kopogó szellem | Poltergeist: The Legacy | Nem        | Igen       | Nem        | 1 epizód                  |
| 2004 |                              | American Candidate      | Nem        | Nem        | Vezető     | 10 epizód                 |
| 2005 |                              | Earth to America        | Igen       | Nem        | Nem        | különkiadás               |
| 2015 | Krízisben                    | The Brink               | Igen       | Nem        | Vezető     | 10 epizód                 |
| 2019 | Barry                        | Barry                   | Nem        | Nem        | Nem        | színész (önmaga) 1 epizód |

## Fordítás
- Ez a szócikk részben vagy egészben  a   Jay Roach című angol Wikipédia-szócikk fordításán alapul.  Az eredeti cikk szerkesztőit annak laptörténete sorolja fel. Ez a jelzés csupán a megfogalmazás eredetét és a szerzői jogokat jelzi, nem szolgál a cikkben szereplő információk forrásmegjelöléseként.